# Pranýř

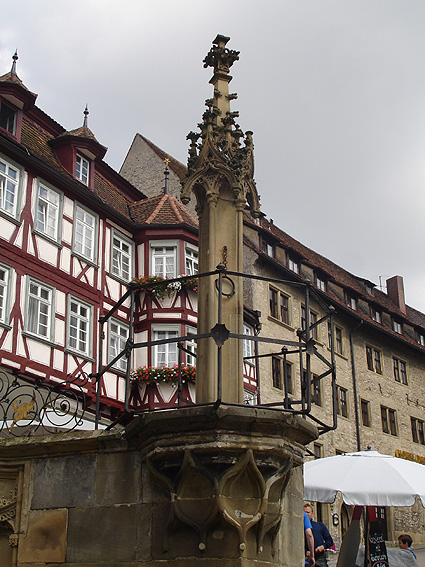
Gotický pranýř ze 16. století (Schwäbisch Hall, Bádensko-Württembersko

Pranýř (z německého Pranger téhož významu) je označení pro trestní nástroj v podobě sloupu, klády, klece, kozy, vyvýšeného lešení či jiného pevného uchycení, k němuž byl trestaný člověk připoután a prezentován široké veřejnosti. Účelem pranýřování bylo zostudit dotyčnou osobu i její chování před obyvatelstvem a současně širší veřejnost před nevhodným jednáním důrazně varovat. Kromě ztráty společenské prestiže trestaný i fyzicky trpěl – v závislosti na počasí, délce trestu a formě pranýřování. Pranýř byl místo hanby, ponížení a utrpení.

## Původ trestu
Uvržení do klády a některé další formy veřejného pranýřování existovaly už ve starověku. V kodifikovaném tuzemském právu se pranýř objevil v 11. století. V následujícím 12. století je užíváno pranýře doloženo v řadě evropských zemí.

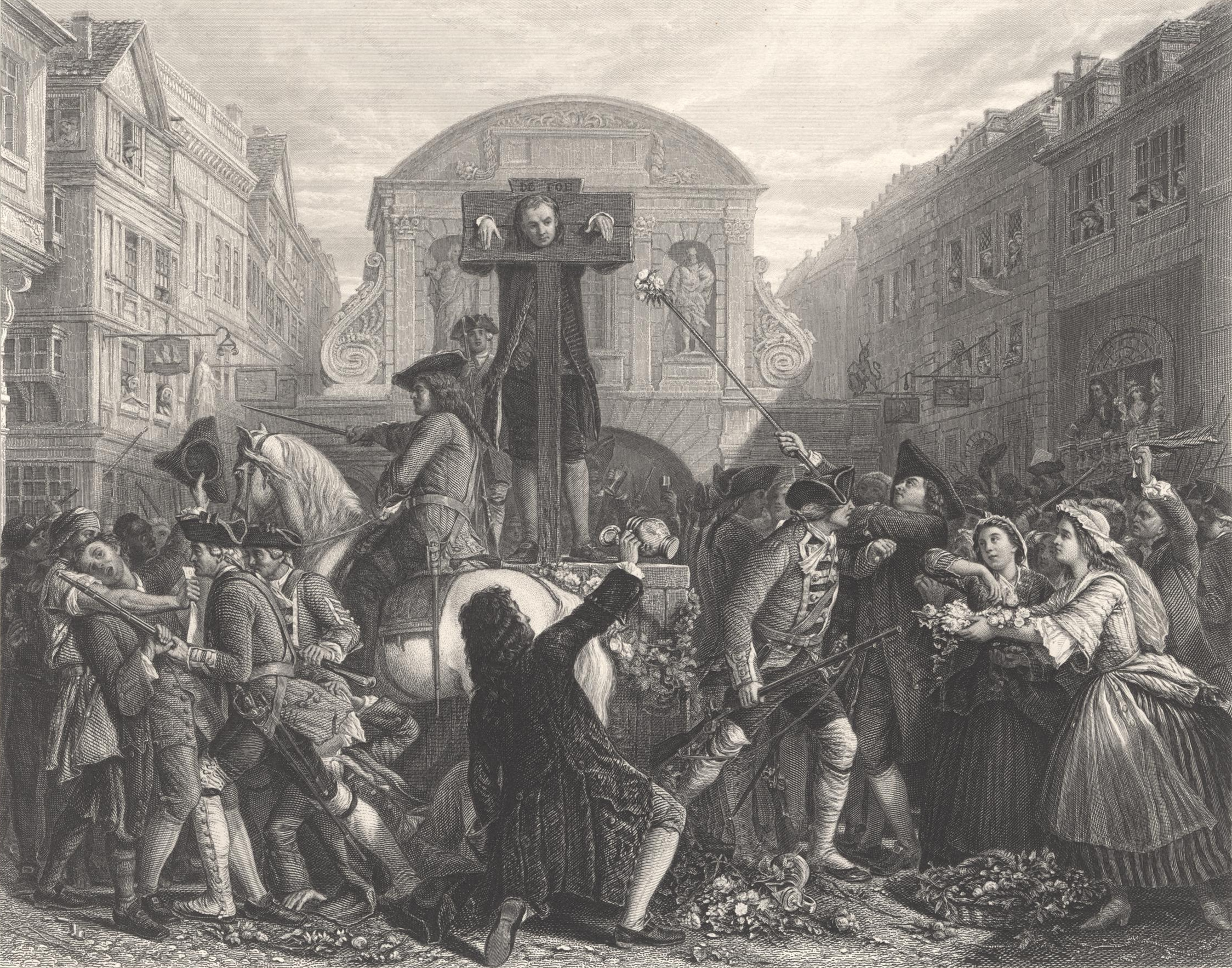
Anglický spisovatel a novinář Daniel Defoe, uvržený do kládového pranýře

## Různé varianty pranýře
Nejčastější evropskou formou pranýře byl dřevěný, později kamenný sloup, postavený většinou na náměstí, rynku nebo v blízkosti kostelů a radnic. Prostě tam, kde docházelo k velkému shromažďování obyvatelstva. Ve středověku a raném novověku uvázáním k pranýři trestáni nepoctiví obchodníci a řemeslníci, drobní zloději, prostitutky, hádavé ženy, ale i politicky nepohodlní jedinci (v Anglii roku 1703 například novinář a pamfletista Daniel Defoe).
Lidé byli k pranýři přivazováni řetězy nebo lanem. V Anglii, Francii ale i jinde míval pranýř podobu sloupku s kládou, v níž byly do otvorů uzavřeny ruce a hlava trestaného. Na mnoha místech měl pranýř podobu uzavřené dřevěné, případně kovové klece (dochovala se například v Levoči na Slovensku), ze které trestaní jedinci neměli úniku. Byli odevzdáni na pospas kolemjdoucímu davu, který je mohl hanobit, pliváním, urážkami, posměchem a někdy i ranami. U pranýře se také dalo mučit nebo vykonávat menší tělesné tresty, zejména výprasky rákoskou, proutěnou metlou či karabáčem. Jindy byli nepoctivci a smilníci z úřední vůle potřeni medem a vystaveni hmyzu.
| „                            | [1594] Káče Hromové, děvečce nezvedené, byl u pranýře vyšoustán pardus [výprask], protože si uhonila parchanta. Když byla přivedena k mrskání, volala na jiné kurvy, proč je také nemrskají. Nebo téhož činu dopustila se i Maruška z Nožířovic. | “ |
| — Mikuláš Daczický z Heslowa | |   |

## Pranýř v moderním represivním vězeňství
Na většině míst střední a západní Evropy přestal být civilní pranýř na veřejnosti používán nejpozději během první poloviny 19. století. Z praxe ale úplně nevymizel, byť termín pranýř se už rovněž přestal používat. Jako trest v uzavřené komunitě byl však v nezměněné síle dál používán ve vojenském soudnictví a také v některých věznicích. K bolestivému pranýřování pro výstrahu docházelo také v nacistických věznicích a koncentračních táborech. Nejnověji je užívání pranýře v tuzemském vězeňství doloženo z let 1949–1953. Opakovaně k němu mělo docházet přinejmenším v jednom z uranových táborů nucené práce. Přímo obludných rozměrů dosáhlo však pranýřování na mraze v pozdějších trestaneckých táborech na Jáchymovsku a Horním Slavkovsku, kde při pranýřování docházelo k tak skandálním nezákonnostem, že se jimi musely zabývat i komunistické justiční orgány.

## Galerie

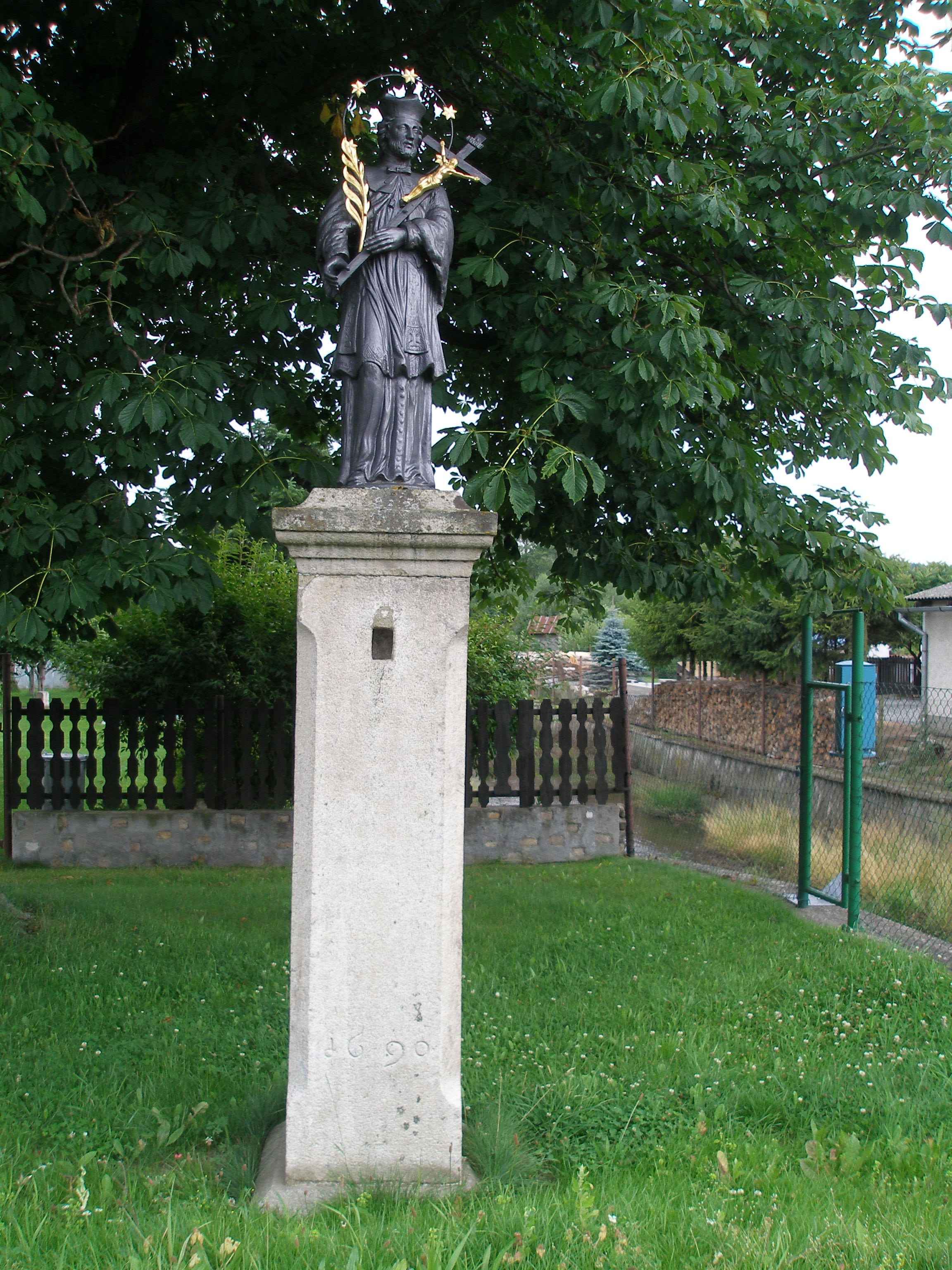
Chvalšiny
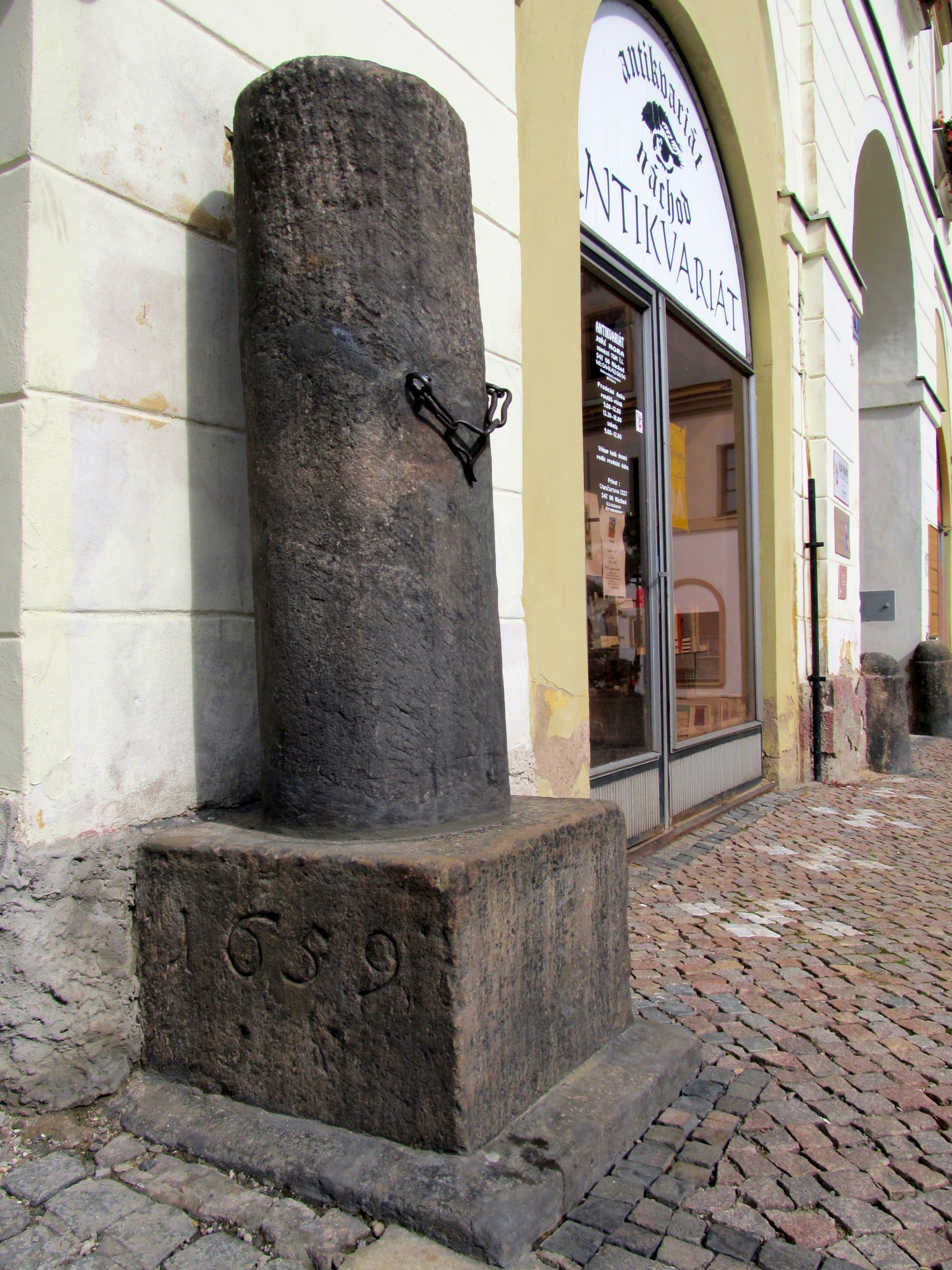
Náchod (1659)
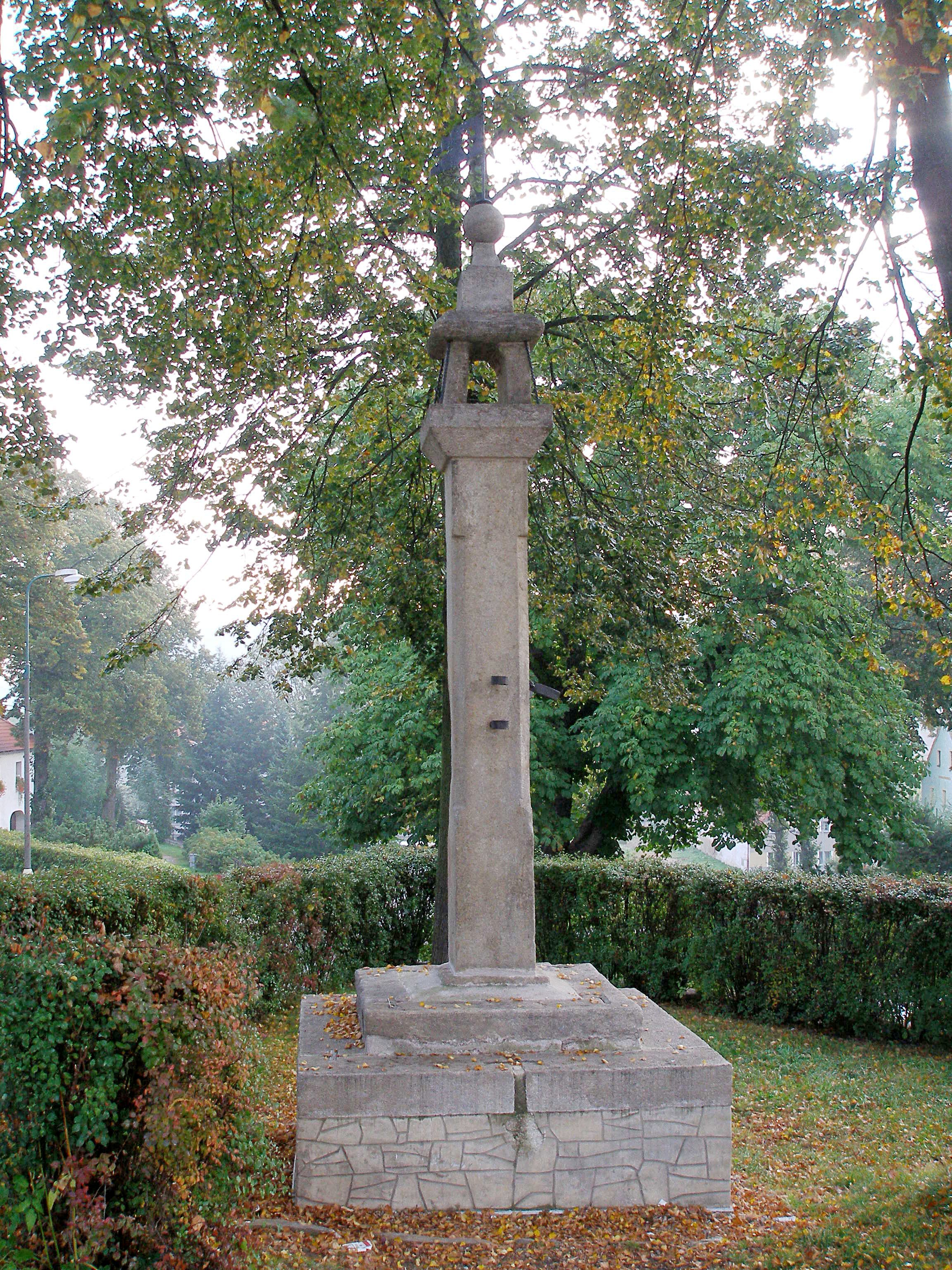
Přídolí
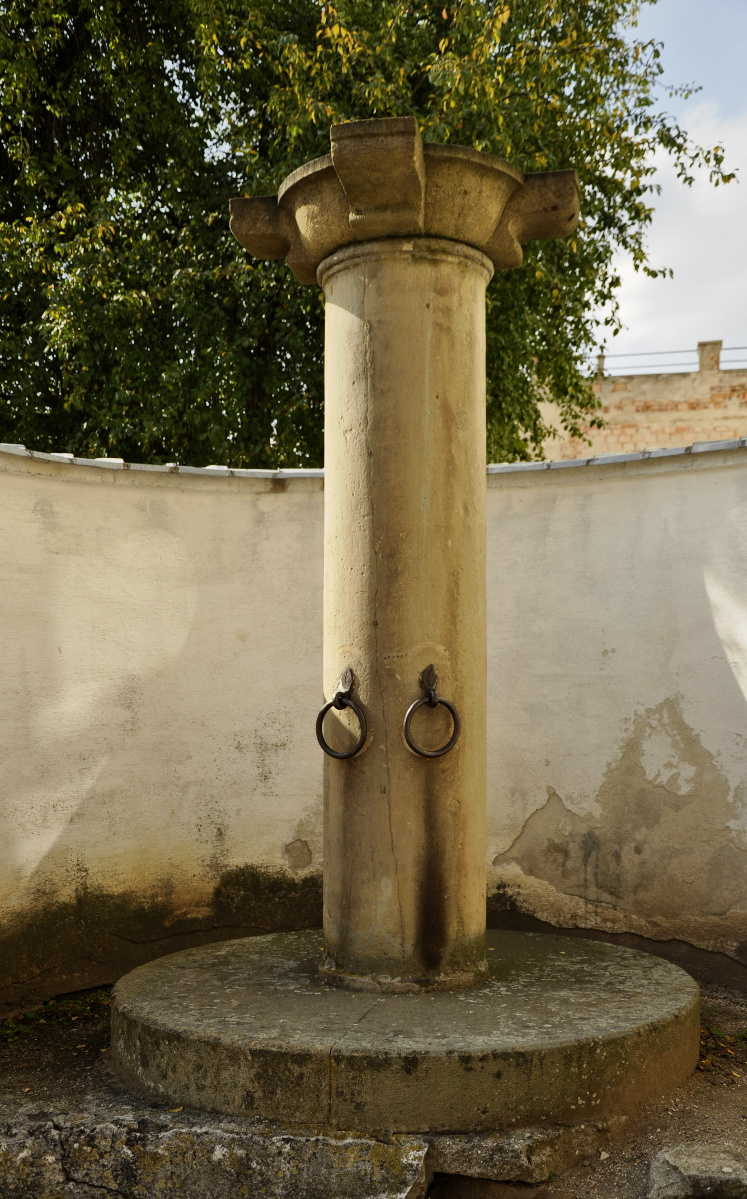
Rosice
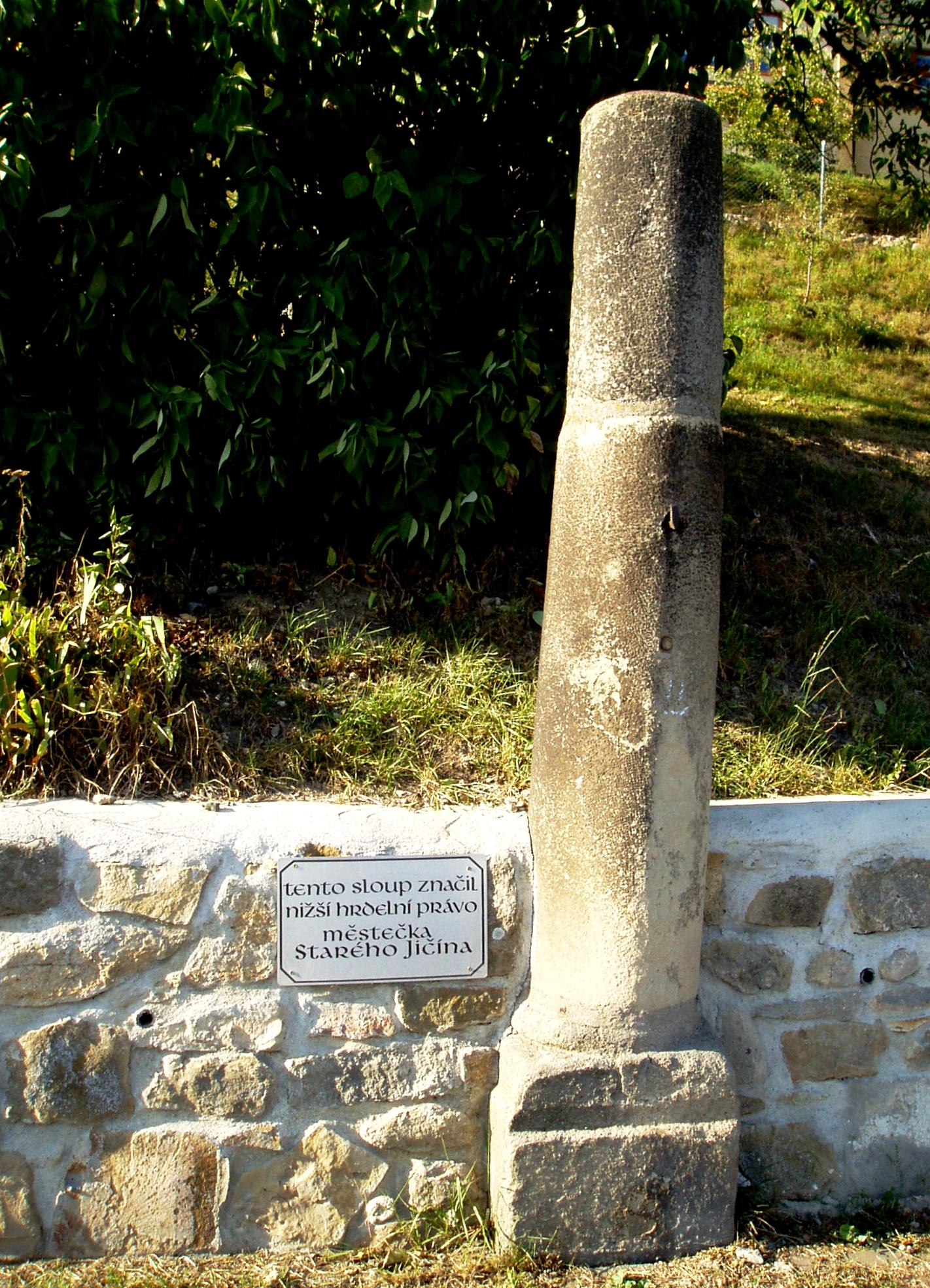
Starý Jičín
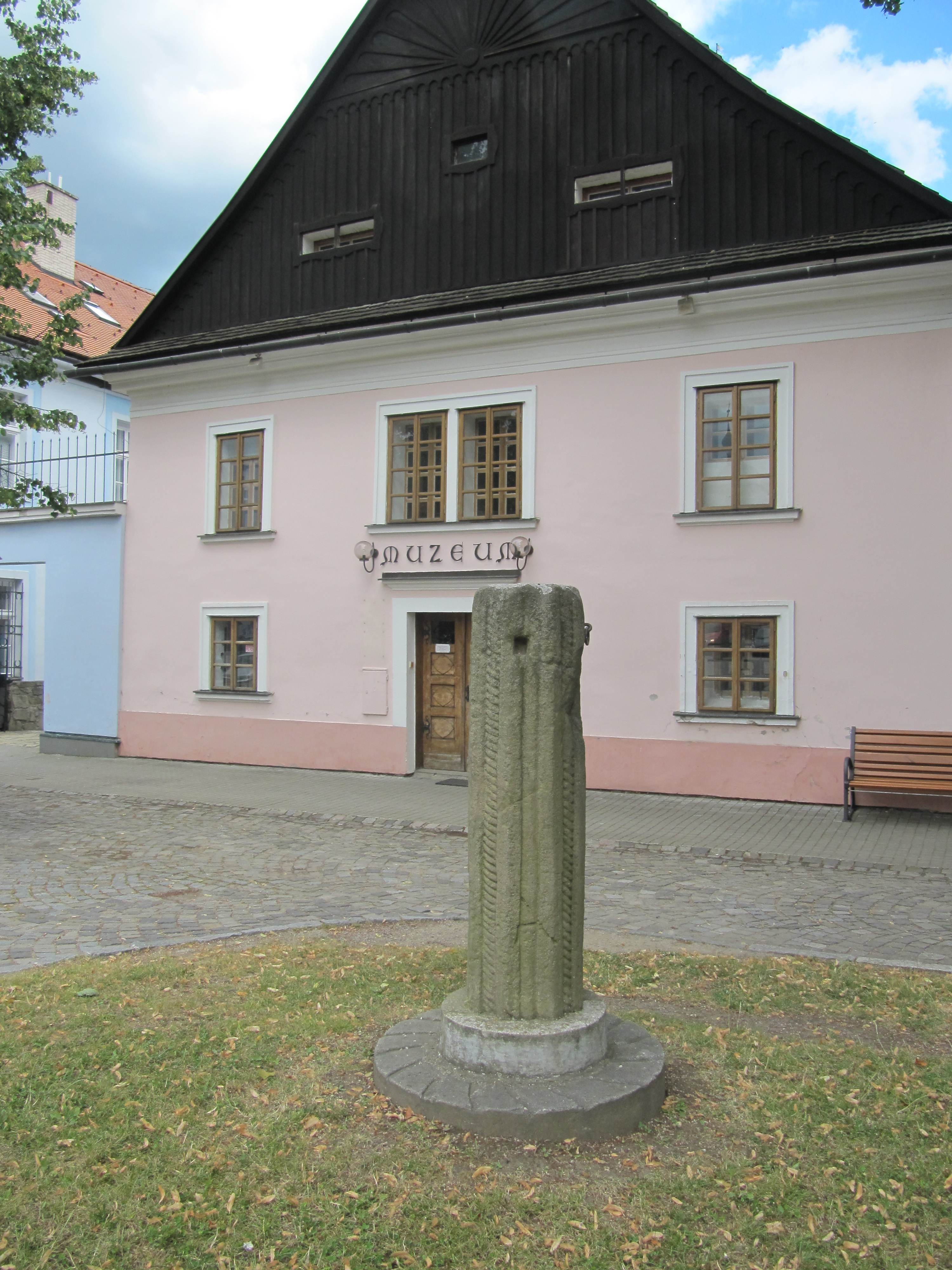
Valašské Klobouky
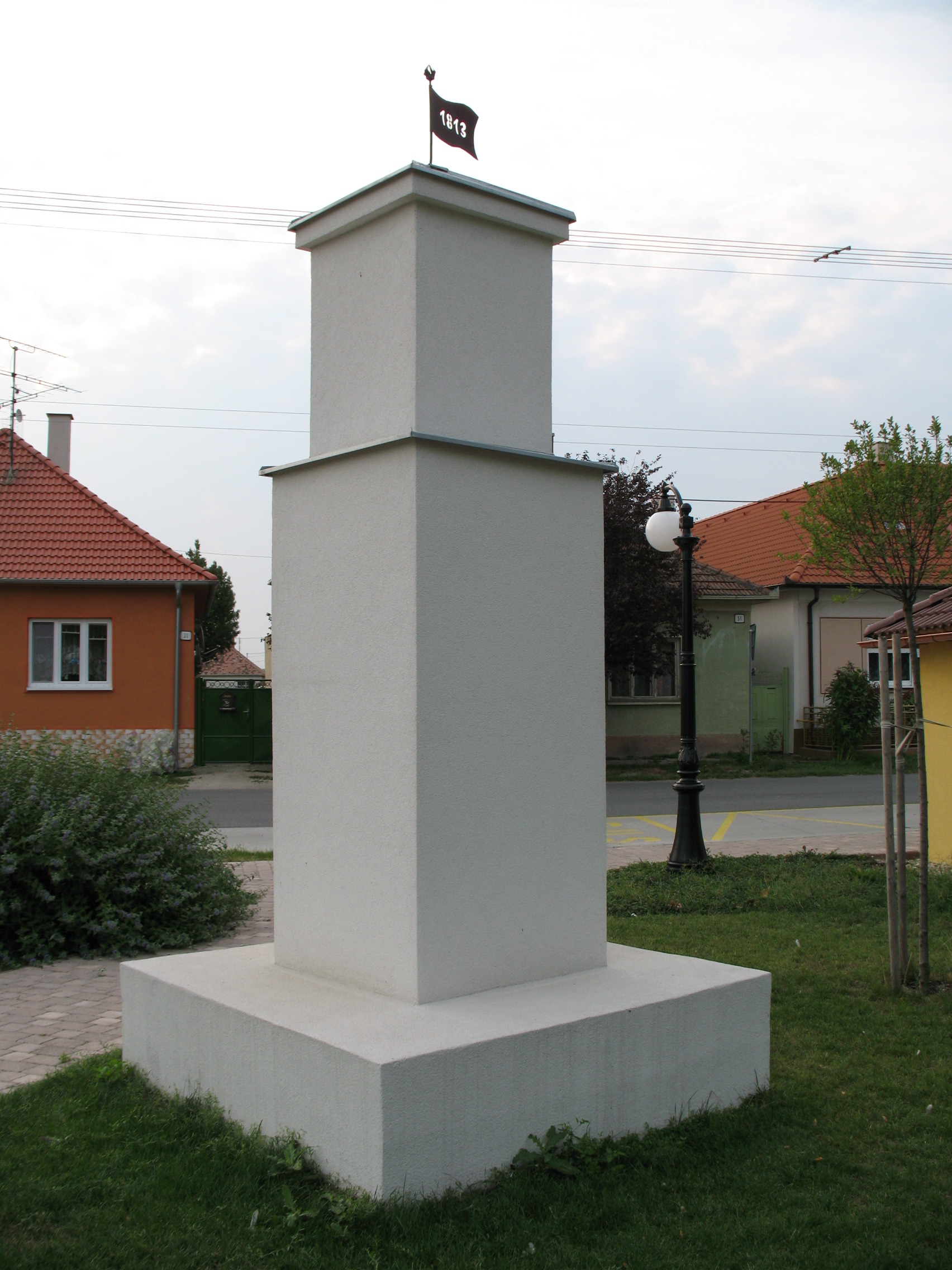
Holice (okres Dunajská Streda)
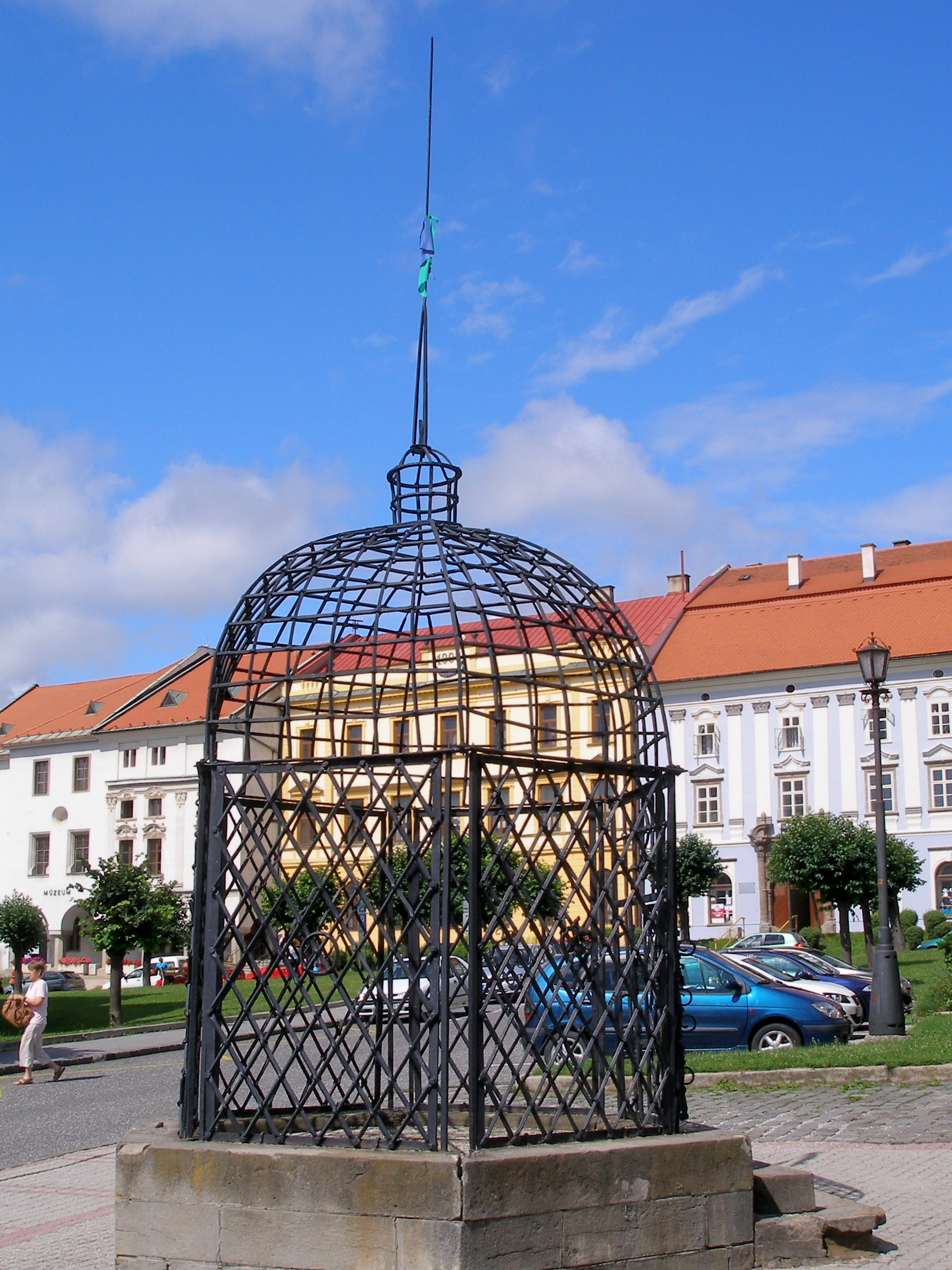
pranýř na náměstí v Levoči
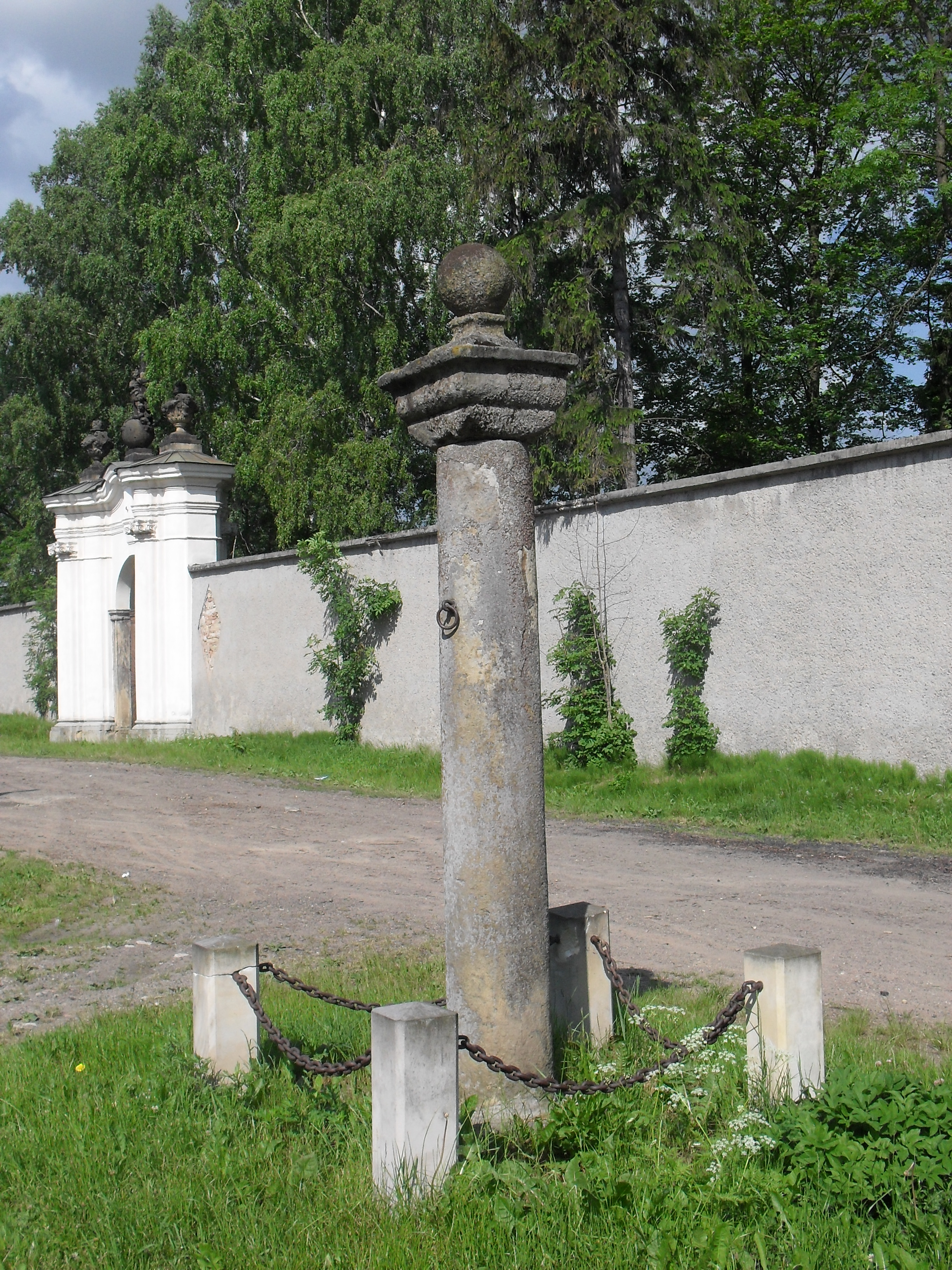
Krzeszów
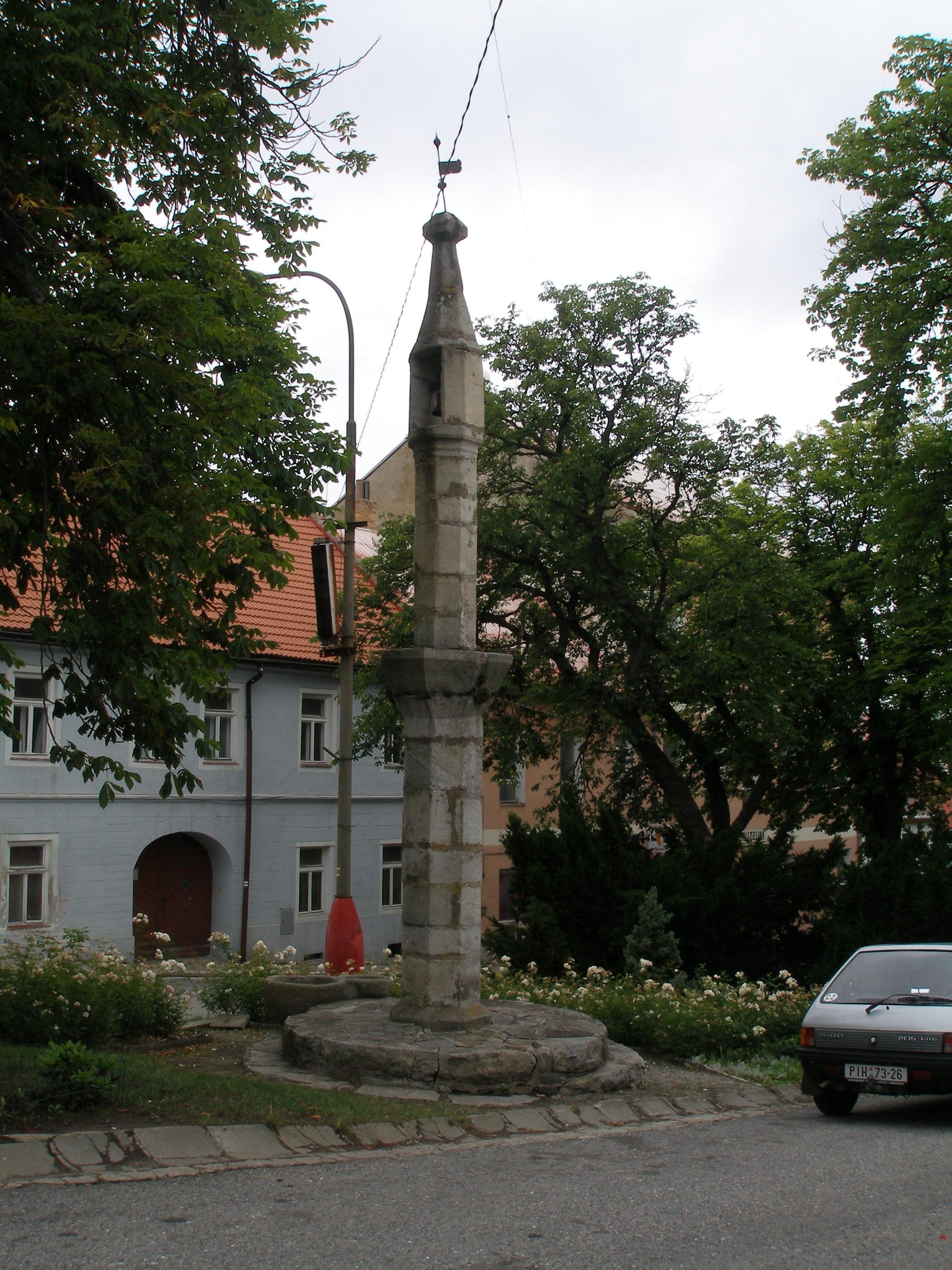
Hořice na Šumavě
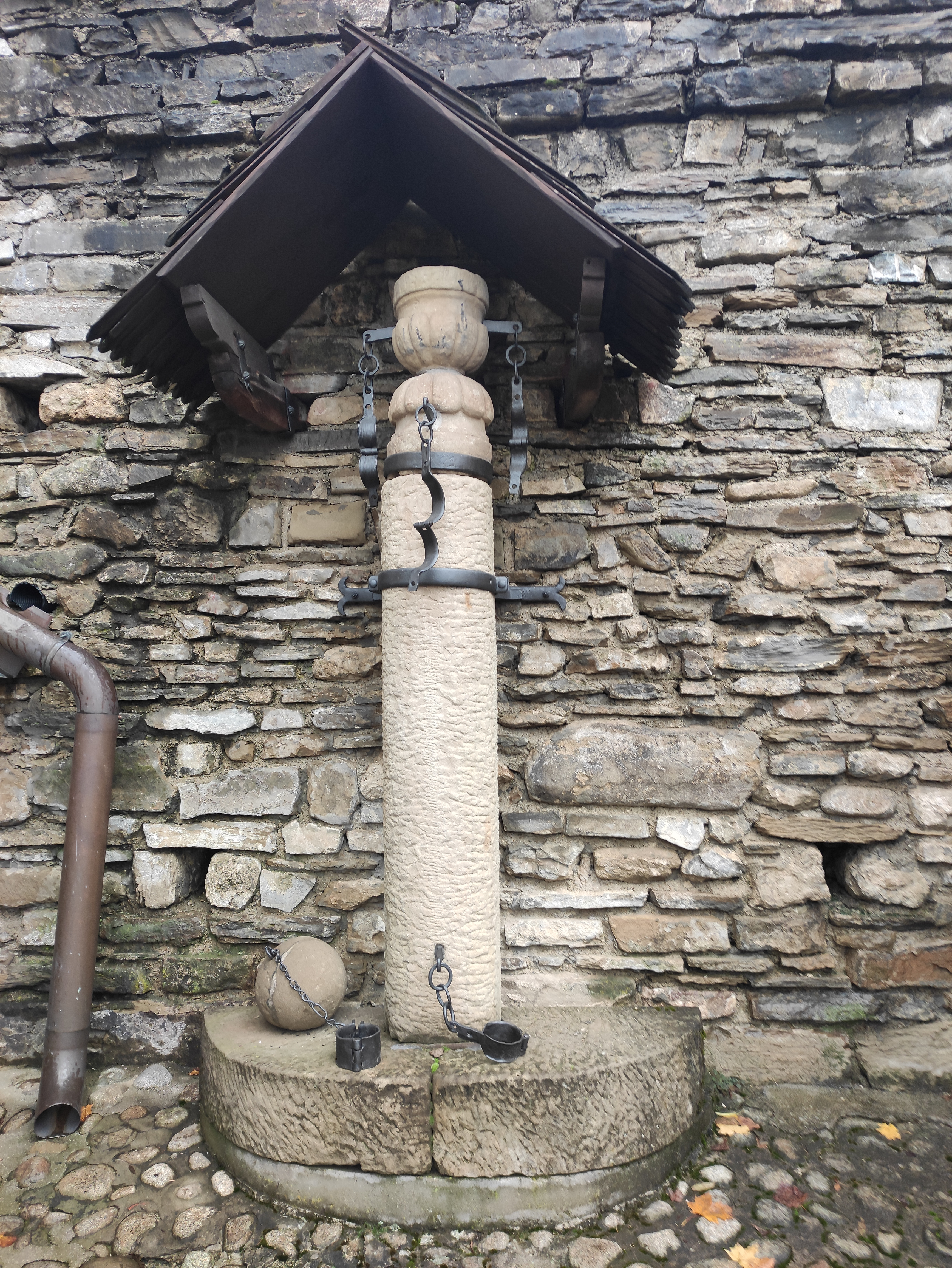
Oravský hrad